# Alina Scholtz
Alina Zofia Scholtz-Richert (ur. 24 września 1908 w Lublinie, zm. 25 lutego 1996 w Warszawie) – polska architekt zieleni.

## Życiorys
Była córką Stanisława Augusta Scholtza i Aleksandry Kohler. Pochodziła ze starej lubelskiej rodziny luterańskiej.
Od 1918 uczyła się w gimnazjum żeńskim w rodzinnym mieście, w 1926 otrzymała świadectwo dojrzałości, a następnie odbyła miesięczny staż w zakładzie szkółkarskim koło Lublina. Wcześniejsze plany studiowania historii sztuki porzuciła na rzecz ogrodnictwa, przyjechała do Warszawy i rozpoczęła naukę na Wydziale Ogrodniczym Szkoły Głównej Gospodarstwa Wiejskiego. W 1928 odbywała półroczną praktykę w Zakładzie Doświadczalnym w Skierniewicach, uczestniczyła w zajęciach prowadzonych przez Franciszka Krzywdę-Polkowskiego. Dwa lata później wyjechała na staż do Wielkiej Brytanii, gdzie poznała tamtejsze metody planowania krajobrazu oraz odwiedziła założenia ogrodowe m.in. w Cator Court, Dawyck Botanic Garden, Peeblesshire, Devonshire, Brocket Hall. W czerwcu 1932 obroniła w Zakładzie Architektury i Parkoznawstwa przygotowaną pod kierunkiem Franciszka Krzywdy-Polkowskiego pracę dyplomową pt. Projekt parku strojnego przy Zamku Królewskim w Warszawie i uzyskała tytuł inżyniera ogrodnika. 
Od 1933 pracowała w Zakładzie Architektury i Parkoznawstwa, od 1938 należała do Towarzystwa Urbanistów Polskich. Do 1939 zaprojektowała liczne ogrody prywatne, tereny zielone otaczające Tor wyścigów konnych na Służewcu, park Niebieskie Źródła w Tomaszowie Mazowieckim oraz, wspólnie z Romualdem Guttem, zieleń otaczającą Kopiec Piłsudskiego w Krakowie, a także park w Żelazowej Woli (wspólnie z Franciszkiem Krzywdą-Polkowskim). 
Okres II wojny światowej spędziła pracując w ogrodnictwie jako konserwator zieleni w Żelazowej Woli. W 1945 powróciła do Szkoły Głównej Gospodarstwa Wiejskiego i pracowała jako adiunkt kontraktowy. W 1946 została członkiem Stowarzyszenia Architektów Polskich (SARP), a dwa lata później członkiem założycielem International Federation of Landscape Architects (IFLA). Po śmierci Franciszka Krzywdy-Polkowskiego rozpoczęła pracę w Pracowni Zieleni przy Biurze Odbudowy Stolicy, które wkrótce zmieniło nazwę na Biuro Urbanistyczne Warszawy. Jej pierwszym projektem było opracowanie terenów zielonych towarzyszących budowanej Trasie W-Z. Następnie wspólnie z Romualdem Guttem stworzyła projekt odbudowy i rewaloryzacji Ogrodu Saskiego. W 1959 opracowała projekt parku Ludowego, który miał się składać z parku Północnego na Marymoncie, parku sąsiadującego z parkiem Skaryszewskim im. I.J. Paderewskiego i Ogrodem Zoologicznym oraz parku Centralnego poniżej skarpy na Ujazdowie, poniżej zabudowań Sejmu. Zrealizowano jedynie małą część tego założenia, któremu nadano nazwę parku na Powiślu (współautorami projektu byli Zygmunt Stępiński i Longin Majdecki). 
Od 1958 stale współpracowała z Kombinatem Budownictwa Miejskiego „Śródmieście”, Warszawską Spółdzielnią Mieszkaniową i Inwestprojektem, dla których tworzyła projekty zieleni towarzyszącej projektowanym przez m.in. Halinę Skibniewską osiedlom mieszkaniowym m.in. Szwoleżerów, Sadyba i Sady Żoliborskie. Ponadto zaprojektowała wspólnie z Romualdem Guttem i Tadeuszem Zielińskim ogród Ambasady Chińskiej Republiki Ludowej w Warszawie, z Jerzym Kowarskim i Zbigniewem Karpińskim Ambasady Polski w Pekinie oraz z Romualdem Guttem, Tadeuszem Zielińskim i Wiesławem Nowakiem Ambasady Polskiej w Pjongjangu. 
Pełniła funkcję delegata SARP do IFLA, w 1965 weszła w skład Komisji Weryfikacyjno-Artystycznej SARP. W lipcu 1979 SARP nadało jej  status Twórcy. W 1980 przeszła na emeryturę. 
Została pochowana na cmentarzu ewangelicko-augsburskim przy ulicy Młynarskiej (aleja 58a, grób 99).

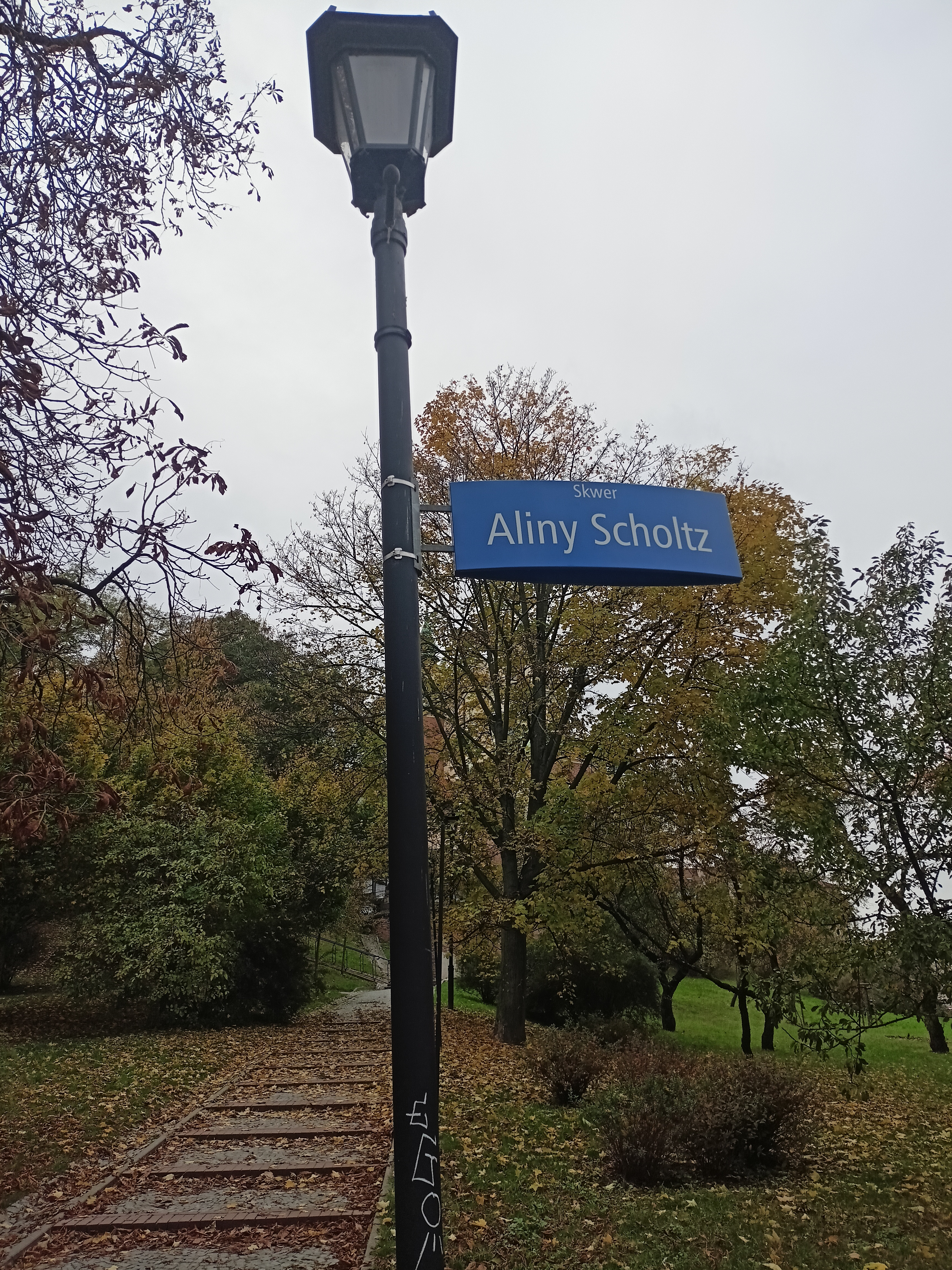
Skwer Aliny Scholz

## Upamiętnienie
W dniach  od 16 czerwca do 28 listopada 2021 roku w Muzeum Woli trwała wystawa Więcej zieleni! Projekty Aliny Scholtz, poświęcona jej twórczości.
W 2022 roku jej imieniem nazwano skwer w dzielnicy Śródmieście w Warszawie, w rejonie ulic Mariensztat, Nowy Zjazd i Bocznej.